# Xã Forest Home, Michigan
Xã Forest Home (tiếng Anh: Forest Home Township) là một xã thuộc quận Antrim, tiểu bang Michigan, Hoa Kỳ. Năm 2010, dân số của xã này là 1.720 người.